# John Negroponte
John Dimitri Negroponte (Londra, 21 luglio 1939) è un politico e ambasciatore statunitense.
È stato il Vice Segretario del Dipartimento di Stato degli Stati Uniti sotto Condoleezza Rice nell'amministrazione Bush. Dopo una lunga carriera diplomatica nel Foreign Service statunitense dal 1960 al 1997, Negroponte è stato ambasciatore USA alle Nazioni Unite dal settembre 2001 al giugno 2004. In qualità di ambasciatore in Iraq, Negroponte si è trovato a capo del contingente diplomatico americano più grande al mondo.
Negroponte è una figura controversa per il suo coinvolgimento nei finanziamenti occulti ai Contras e l'occultamento degli abusi contro i diritti umani commessi da agenti addestrati dalla CIA in Honduras negli anni ottanta.

## Biografia
Negroponte è nato a Londra da genitori greci, Dimitri John e Catherine Coumantaros Negroponte. Il padre era un magnate nell'industria navale. Si è laureato alla Phillips Exeter Academy nel 1956 e all'Università Yale nel 1960. In seguito ha ricoperto otto diversi incarichi diplomatici per il Foreign Service in Asia, Europa e America Latina; ha anche avuto posizioni importanti nel Dipartimento di Stato americano e alla Casa Bianca. Dal 1997 fino al suo incarico come ambasciatore all'ONU, Negroponte è stato direttore esecutivo alla McGraw-Hill. Negroponte parla cinque lingue. È fratello di Nicholas Negroponte, fondatore del MIT Media Lab al Massachusetts Institute of Technology.

## Ambasciatore in Honduras
Dal 1981 al 1985 Negroponte è stato ambasciatore USA in Honduras. Durante il suo incarico, sostenne l'aumento da 4 a 77,4 milioni di dollari all'anno in finanziamenti militari all'Honduras, che era a quei tempi governato da una dittatura militare di destra. Secondo il New York Times, Negroponte ha la responsabilità di aver "condotto la strategia occulta dell'amministrazione Reagan per sconfiggere il governo sandinista in Nicaragua." I suoi oppositori ritengono che durante il suo incarico di ambasciatore, le violazioni dei diritti umani in Honduras divennero sistematiche.
Negroponte fu il supervisore della costruzione della base aerea di El Aguacate, dove i Contras del Nicaragua furono addestrati dagli USA. Secondo le testimonianze degli oppositori, questa base fu anche usata segretamente come centro di detenzione e tortura negli anni ottanta. Nell'agosto del 2001, degli scavi alla base portarono alla luce 185 cadaveri, inclusi due americani, che si ritiene siano stati uccisi e sepolti nello stesso luogo.
Vi sono anche documenti che testimoniano l'esistenza di una squadra di agenti speciali (conosciuta come "squadrone della morte") delle forze armate dell'Honduras, il Battaglione 3-16, addestrati dalla CIA e dall'esercito dell'Argentina, e colpevoli di aver deportato, torturato e ucciso centinaia di persone, inclusi missionari americani. Secondo le accuse, Negroponte era a conoscenza di queste violazioni dei diritti umani e nonostante questo continuò a collaborare con l'esercito dell'Honduras e a mentire al Congresso degli Stati Uniti.
Nel maggio del 1982, una suora, Laetitia Bordes, che aveva lavorato per dieci anni in El Salvador, partì con una delegazione investigativa per l'Honduras, per tentare di rintracciare trenta suore salvadoregne che erano fuggite in Honduras nel 1981 dopo l'assassinio dell'arcivescovo Óscar Romero. Negroponte sostenne che l'ambasciata USA non ne sapeva nulla.
Ma nel 1996, in un'intervista con il quotidiano Baltimore Sun, il predecessore di Negroponte, Jack Binns, disse che un gruppo di salvadoregni, tra cui c'erano le donne che la Bordes stava cercando, furono catturate il 22 aprile del 1981 e torturate dal DNI, la polizia segreta dell'Honduras, per essere poi gettate vive da elicotteri in volo.
Agli inizi del 1984, due mercenari americani, Thomas Posey e Dana Parker, contattarono Negroponte, dicendo di voler fornire armi ai Contras dopo che il Congresso americani aveva proibito la fornitura di ulteriori aiuti militari. Vi sono documenti che dimostrano che Negroponte mise i due personaggi in contatto con un elemento delle forze armate dell'Honduras.
L'operazione fu scoperta nove mesi più tardi. A quel punto l'amministrazione Reagan negò ogni coinvolgimento degli Stati Uniti, nonostante la partecipazione diretta di Negroponte nell'affare.
Altri documenti svelarono un piano architettato da Negroponte e dall'allora Vice Presidente degli Stati Uniti, George H. W. Bush, per passare fondi ai Contras tramite il governo dell'Honduras.
Durante il suo incarico come ambasciatore USA in Honduras, Binns, che era stato nominato dal Presidente Jimmy Carter, aveva inoltrato numerose lamentele sugli abusi di diritti umani compiuti dall'esercito dell'Honduras e affermò di averne ampiamente informato Negroponte prima di cedergli l'incarico. Quando l'amministrazione Reagan prese il potere, Binns venne sostituito da Negroponte, che continuò a negare di essere mai stato informato sull'esistenza di quegli abusi. In seguito, la commissione sui diritti umani dell'Honduras accusò Negroponte stesso di violazioni di diritti umani.
Parlando di Negroponte e di altri rappresentanti del governo USA, Efrain Diaz, ex-membro del congresso dell'Honduras, disse al Baltimore Sun, il giornale che nel 1995 pubblicò un ampio reportage sulle attività americane in Honduras:
Il loro atteggiamento era di accettazione e silenzio. Avevano bisogno che l'Honduras prestasse il suo territorio più di quanto erano turbati dall'uccisione di gente innocente.
L'indagine del Baltimore Sun rivelò che la CIA e l'ambasciata USA sapevano dei numerosi abusi ma continuarono a fornire il loro sostegno al Battaglione 3-16, facendo in modo che il rapporto sui diritti umani compilato ogni anno dall'ambasciata non riportasse la situazione in modo completo.
La questione di quanto John Negroponte sapesse degli abusi di diritti umani in Honduras probabilmente non sarà mai risolta in modo definitivo ma esiste un vasto corpo di prove circostanziali che sostengono l'accusa che Negroponte fosse a conoscenza delle gravi violazioni di diritti umani commesse dal governo dell'Honduras con il sostegno della CIA. Il senatore Christopher Dodd, rappresentante per il Connecticut, il 14 settembre 2001, come riportato nei verbali del Congresso, espresse i suoi sospetti a proposito in occasione della nomina di Negroponte alla posizione di ambasciatore dell'ONU:
Secondo la rilettura, da parte del Comitato, di documenti del Dipartimento di Stato e della CIA, sembrerebbe che l'ambasciatore Negroponte sapesse, al riguardo delle continue violazioni dei diritti umani compiute dal governo, molto di più di quanto decise di dire al comitato nel 1989 o di scrivere nei contributi dell'Ambasciata al momento dei resoconti annuali del Dipartimento di Stato sui Diritti Umani.
Tra le altre prove, Dodd citò un cablogramma mandato da Negroponte nel 1985 che rese evidente come l'ambasciatore fosse al corrente del pericolo di "futuri abusi dei diritti umani" da parte di "cellule operative segrete" lasciate dal Generale Alvarez dopo che venne deposto nel 1984.

## Nomina all'ONU
Quando Bush annunciò la nomina di Negroponte a rappresentante permanente alle Nazioni Unite, poco dopo essere entrato in carica, dovette affrontare numerose proteste. Comunque, l'amministrazione Bush non tornò sulla decisione e si spinse addirittura a cercare di mettere a tacere i potenziali testimoni. il 25 marzo 2001, il Los Angeles Times riportò la notizia dell'improvvisa deportazione dagli Stati Uniti di diversi ex-membri degli squadroni della morte honduregni, che avrebbero potuto fornire delle testimonianze dannose contro Negroponte nelle sue audizioni al Senato per la conferma ad ambasciatore.
Uno dei deportati era il generale Luis Alonso Discua, fondatore del Battaglione 3-16. Nel mese precedente, Washington aveva revocato il visto di Discua che era vice ambasciatore dell'Honduras all'ONU. Ciononostante, Discua rese pubblico il supporto statunitense al Battaglione 3-16.
Apprendendo della nomina di Negroponte, Reed Brody della sede Newyorkese di Human Rights Watch commentò:
Quando John Negroponte era ambasciatore, voltava lo sguardo quando venivano commesse delle atrocità. Ci si dovrebbe meravigliare di quale tipo di messaggio l'amministrazione Bush stia mandando riguardo ai diritti umani con questa nomina.

## Negroponte in Iraq
Il 19 aprile 2004, Negroponte venne nominato da George W. Bush ambasciatore statunitense in Iraq dopo il passaggio di poteri al governo provvisorio del 30 giugno. Negroponte venne confermato dal Senato degli Stati Uniti il 6 maggio 2004, con 95 voti a favore e 3 contrari, prestò giuramento ufficiale il 23 giugno 2004, sostituendo L. Paul Bremer come funzionario civile più alto in grado in Iraq. Cessa questa carica nell'aprile 2005, per rivestire la carica di Direttore dell'Intelligence Nazionale.
Dall'inizio di gennaio 2007 diventa Vicesegretario di Stato degli Stati Uniti, rinunciando alle precedenti cariche. Mantiene la posizione fino al 2009.